# Hesby Rugby Huy
Le Hesby Rugby Huy est le club de Huy de rugby à XV. L'équipe sénior évolue en 2020-2021 en Division 3 du championnat de Belgique. Le club dispose d'une équipe féminine, la Section Givoise, qui évolue en Challenge. Le club développe son école de rugby (jeunes) pour pérenniser l'implantation de ce sport en terre hutoise.

## Palmarès
- Vainqueur de la coupe de l'Effort (IP Nexia Plate) en 2017 aux dépens du RC Frameries[1].
- Vainqueur de la coupe de l'Effort (IP Nexia Plate) 2018 aux dépens du RC Laakdal [2].
- Vainqueur de la coupe de l'Effort (IP Nexia Plate) 2019 face au Rush (Hamme-sur-Eure)[3]. Cette troisième victoire de rang est un triplé historique en coupe de Belgique.
- Vice-champion de régionale 2 : 2015, 2016
- Champion de régionale 3 : 2014
- Champion de 5e division : 1998

En raison de la pandémie de covid19, le championnat 2019-2020 est arrêté alors que le Hesby est en tête et invaincu. Le Hesby monte en division 3 nationale sans être titré champion de régionale 1.

## Stade
Le Hesby Rugby Huy évolue au Stade des Prés Brions à Gives.

## Anecdotes
- Le Hesby rugby Huy évolue en rouge et vert. Ces couleurs ont été choisies en référence au Pays basque, terre mère des fondateurs du club.
- Le club a été fondé en 1992, il fête en 2017 ses 25 ans.
- Le club est l'unique champion de 5e division, cette division n'ayant existé qu'une année.
- Le logo du club est une betterave à sucre, l'emblème de la Hesbaye.